# コンクリート構造物
コンクリート構造物（コンクリートこうぞうぶつ、concrete structure）とは、コンクリート製の構造物。狭義には後述のコンクリート構造でできた構造体、土木構造物や建築構造物（建築物）、広義にはプレキャストコンクリートやコンクリートスラブ、コンクリートブロック、消波ブロック、オートクレーブ養生した軽量気泡コンクリートを築いてできた構造物やコンクリート舗装路（使用例は滑走路などで）、コンクリート船なども。
コンクリート構造については主には引張力の強度補強のために、鋼材類をコンクリート内部に配置した複合構造物のことで、これらは大きく2つに分類される。
- プレストレスト・コンクリート構造（prestressed concrete, PC）：高張力鋼材を使用したもの。プレストレスト・コンクリート橋など
- 鉄筋コンクリート構造（reinforced concrete, RC）：鋼材に鉄筋を使用したもの。鉄筋コンクリート管、鉄骨も利用した鉄骨鉄筋コンクリート構造 (steel-framed concrete, SC) もある

このほかには、無筋コンクリート構造：アンカーブロック（アンカレイジ）やコンクリートダム（重力式コンクリートダムやアーチ式コンクリートダム、中空重力式コンクリートダム）などがある。